# Sue Newman
Sue Newman, (Sue King après son mariage), née le 24 avril 1950 à Sydney, est une joueuse professionnelle de squash représentant l'Australie. Elle gagne le British Open, officieux championnat du monde, en 1978 battant une autre joueuse australienne Vicki Hoffman en finale 9-4, 9-7, 9-2. Elle est également finaliste du British Open en 1976, perdant en finale face à la légende australienne Heather McKay qui gagne à cette occasion son 15e titre consécutif.
Elle fait partie de l'équipe d'Australie, finaliste des Championnats du monde par équipes en 1979. Elle est intronisée membre du Squash Australia Hall of Fame.

## Biographie
Le premier contact de Sue Newman avec le squash vient quand son père construit le centre de squash de Moorefield à Kogarah dans le sud de Sydney en 1957.
Mais contrairement à beaucoup d'autres enfants qui ont été élevés dans des centres de squash appartenant à une famille, Sue a d'abord résisté à l'envie de jouer, gagnant plutôt de l'argent de poche en balayant les courts à la fin de la journée de jeu.
« Ce qui est fou que je n'ai pas commencé à jouer jusqu'à ce que j'aie 13 ans, » dit-elle.
Elle prend la raquette quand un patron, qui avait célébré un peu trop librement les boissons de Noël, l'a défiée à un concours pour voir qui pourrait rebondir le plus de fois sur le bâton de pogo de Sue.
« J'ai fait environ 200 rebonds et il est tombé après trois rebonds seulement, alors il a dit 'allez, je vais te défier à un jeu de squash', et c'est tout. »
Sue Newman joue son premier match d'inter-club en 1963 et manque seulement six compétitions d'inter-club depuis lors.
Elle remporte ses premiers titres majeurs en 1968 quand elle est couronnée à la fois championne junior de Nouvelle-Galles du Sud et championne junior australienne puis elle devient championne amateur australienne en 1975 et 1976, la première femme à remporter les deux titres nationaux juniors et senior amateurs.
Elle visite la Grande-Bretagne et l'Irlande au début des années 1970, remportant une flopée de titres nationaux en cours de route et atteint la finale du British Open en 1976, où elle se heurte à la légende Heather McKay, une joueuse qu'elle avait rencontrée plusieurs fois en Nouvelle-Galles du Sud.
Lorsque Heather McKay prend sa retraite, Sue Newman saisit sa chance et remporte le British Open de 1978 avec une victoire sur Vicki Cardwell 9-4, 9-7, 9-2.
Sue Newman a été capitaine de l'Australie lors du premier Championnats du monde par équipes féminine de squash  en 1979 au sein d'une équipe composée de Barbara Wall, Rhonda Thorne, Vicki Cardwell et Anne Smith. Elle a joué pendant deux ans avant de se tourner vers le coaching et l'administration.
Elle a eu une longue implication avec le squash américain et accueille de nombreuses tournées des États-Unis ainsi que l'organisation des équipes de jeunes Australiens pour voyager en Amérique du Nord.
Sue Newman a été fortement impliqué dans l'encadrement des juniors pendant de très nombreuses années et était l'entraîneur de Scott Arnold avant qu'il ne déménage à Brisbane,
Sue Newman reçoit l'Ordre d'Australie en 1999 pour services rendus au squash et la Médaille australienne des Sports en 2000.

## Palmarès

### Titres
- British Open : 1978
- Scottish Open : 1976

### Finales
- British Open : 1977
- Championnats du monde par équipes : 1979